# Markarfljót
A Markarfljót folyó Izland déli részén található. A folyó megközelítőleg 100 kilométer hosszú. A folyó a Rauðafossafjöll hegytömbön ered, a Hekla vulkán keleti részén. A folyó vizét leginkább a Mýrdalsjökull és a Eyjafjallajökull gleccserekből nyeri.
A Tindfjallajökull és a Torfajökull közt elhelyezkedő hegyes vidék szűk völgyszorosain keresztüljutva ér ki a sík vidékre Þórsmörk mellett, és ott széles szétterül. Eleinte észak felé folyik, majd Þórsmörk felé nyugati irányban folyik tovább, végül az Atlanti-óceánba ömlik az Eyjafjallajökulltól nyugatra. A torkolat a közelében épült Landeyjahöfn kikötője. 
A Markarfljót folyó egyik mellékfolyója a Krossá, amely Þórsmörkön is keresztülfolyik, hírhedt gyors vízszintingadozásairól. 
Az eddigi legmagasabb vízhozamot a Markarfljót folyón 1967-ben mérték, amikor is egy jökulhlaup, azaz gleccserek okozta jégár söpört végig a vidéken. A folyó vízhozama ekkor 2100 m³/s volt. 
A parti síkságon szétterülő folyó felett az első híd Litli Dímonnál épült 1934-ben. 242 méteres hosszával ez volt akkoriban Izland leghosszabb hídja. 1978-ban egy második hidat is emeltek a folyón, melyet Emstrurban húztak fel. 1992-ben egy harmadik hidat is építettek, nem sokkal délebbre, mint a legelső híd.

## Fordítás
Ez a szócikk részben vagy egészben  a   Markarfljót című angol Wikipédia-szócikk ezen változatának fordításán alapul.  Az eredeti cikk szerkesztőit annak laptörténete sorolja fel. Ez a jelzés csupán a megfogalmazás eredetét és a szerzői jogokat jelzi, nem szolgál a cikkben szereplő információk forrásmegjelöléseként.